# Strukturbruch

Illustration eines Strukturbruchs

In der Statistik und Ökonometrie ist ein Strukturbruch in statistischen Zeitreihen eine Situation, bei der die Regressionsparameter nicht über die gesamte Zeitreihe hinweg konstant sind. Das heißt, dass sich entweder der Niveau-Parameter oder der Steigungsparameter oder aber beide Parameter ändern.
Ein allgemeines (multiples) lineares Regressions- oder ökonometrisches Modell der Form
{\displaystyle \mathbf {y} =\mathbf {X} {\boldsymbol {\beta }}+{\boldsymbol {\varepsilon }}}
lässt sich durch die Einführung einer Dummy-Variable auch in ein sogenanntes Strukturbruch-Modell überführen. Die Zeitreihe wird am Strukturbruch in zwei Phasen unterteilt und so erhält jede Phase ihre eigenen Parameter.
Der Chow-Test ist eine Möglichkeit auf Strukturbrüche zu testen.